# 芽籠東
芽籠東（英語：Geylang East），是位於新加坡東區的一個地區性社區與住宅區，隸屬於芽笼規劃區，鄰近友諾士（Eunos）、麦波申與巴耶利峇。該地區常被視為「友諾士」的一部分，惟在官方地名與地圖上仍保留「芽籠東」之名稱。芽籠東涵蓋面積約 2.58 km²，截至 2024 年常住人口估計 32,820 人，人口密度約 12,730 人／km²。
芽籠東為新加坡建屋發展局（HDB）於1970至80年代開發的公共住宅社區之一，現今以中高密度的HDB組屋、鄰里中心、熟食中心與社區設施為主，為東部成熟住宅區的代表。區內設有友諾士地鐵站（Eunos MRT Station）、芽籠東社區俱樂部與芽籠東公共圖書館等設施。
儘管行政上屬芽籠規劃區，芽籠東仍具有一定的社區獨立性，並與周邊地區（如友諾士、芽籠士乃）共同形成新加坡東部的重要生活圈。由於地理位置接近市中心與樟宜機場，區內交通便利，通勤人口眾多，社區族群分布多元，為融合傳統與現代的成熟社區之一。

## 沿革
芽籠東原始為一片「葱茅園」—最初是濱海沼澤地，被當地馬來社群用於種植香茅，因此得名芽籠河沿岸的東部地帶，包括今天的芽籠東、友諾士、甘榜烏美等地區。

### 1960–80年代：公共住宅啟動
1960年代，新加坡政府於東部展開大規模公共組屋發展。芽籠東首批HDB建案始於友諾士一帶土地收購與組屋重建計畫，1970年代組屋逐步落成，成為承載低中收入家庭的重要住宅區。芽籠東鄰里中心於1977年開始動工，1978–79年間吸引第一批熟食攤位與商店進駐，部分攤販至今仍維持營運，構成濃厚社區氛圍。

### 1980年代以後：社區設施與基礎建設完善
1980年代初，該區逐步整建公共設施與商業中心，並於1988年7月26日啟用芽籠東公共圖書館。1989年底，友諾士地鐵站與旁邊的友諾士巴士轉換站啟用，極大改善區內交通條件。

### 近年保存與文化再現
在快速都市化進程中，芽籠東在保留社區歷史與生活風貌方面表現突出。小販中心、香茅種植文化等在地記憶成為記憶文化調查對象，並透過文化報導與歷史文章被保存。例如近年媒體報導指出芽籠東中心仍有70餘年歷史的雲吞面、魚糜攤位等，深具社區認同感。

## 交通網絡
芽籠東交通網絡由地鐵（MRT）、巴士與主要道路組成，公共交通樞紐集中於友諾士（Eunos）地鐵站及巴士轉換站，並透過多條主要道路連接新加坡其他地區。

### 地鐵（MRT）
- 友諾士地鐵站（Eunos MRT，EW7）為東西線上的一站，於1989年11月4日啟用，由SMRT運營，服務範圍涵蓋芽籠東與相鄰友諾士社區。2024年6月的月平均日客流量約為14,082人次。
- 站體採島式月台設計，並於2010年代完成月台幕門與障礙無礙設施更新。整體設計為馬來式屋頂風格，突顯當地文化背景。

地鐵提供高頻率連通市中心與東部地區（如樟宜機場），通勤時間約15–20分鐘，交通效率高。

### 巴士
- 友諾士巴士轉換站於1989年12月10日開放，設有4個上車月台與2個下車月台，由SBS Transit與SMRT共同營運。
- 多條幹線與短途巴士線路服務芽籠東，例如15A（友諾士線）、22、63、154／154A與158／158A等，提供與其他地鐵站、市中心與東部地區的接駁功能。
- 巴士班距於平日早晚高峰約5–12分鐘一班，整體覆蓋範圍廣泛，支援步行可及和奔走社區。

### 道路與轉乘
- Jalan Eunos為區內主幹道，歷史為早期馬來定居者之村道，現為車輛與公共交通動脈。
- 泛島高速公路（PIE）附近有匝道連接Jalan Eunos，提供東–西快速車流通道，自1981年通車以來大幅改善對機場與東部地區的道路交通。

整體而言，芽籠東具備高效率的地鐵與巴士網絡，公共交通密度與流動性居於市區成熟社區之上，支撐居民日常及跨區通勤。而馬來風格的站體設計與鄰近主幹道也增進了地區文化識別與交通互通性。